# Richmond WCT 1976
Il Richmond WCT 1976 è stato un torneo di tennis giocato sul sintetico indoor. È stata la 9ª edizione del torneo che fa parte del World Championship Tennis 1976. Si è giocato a Richmond negli Stati Uniti dal 2 all'8 febbraio 1976.

## Campioni

### Singolare maschile
Arthur Ashe ha battuto in finale  Brian Gottfried con il punteggio di 6–2, 6–4

### Doppio maschile
Brian Gottfried /  Raúl Ramírez hanno battuto in finale  Arthur Ashe /  Tom Okker con il punteggio di 6–4, 7–5